# Lesson XX
Lesson XX (レッスン ダブルエックス, Ressun daburuekkusu) é um OVA realizado por Rin Hiro, escrito por Eisuke Ōyama, produzido por Masaru Fukuda e Takeshi Hirota, com a animação produzida pelo estúdio Daiei Eiga e a banda sonora composta por Hayashi Masahiro. Foi lançado a 7 de abril de 1995 e adaptado da light novel homónima, escrita por Ei Ōnagi e ilustrada por Kaori Monchi, que foi publicada pela editora Seiji Biblos em dois volumes entre 1993 e 1995.

## Elenco
- Nobuo Tobita como Shizuka Morifuji
- Jun'ichi Kanemaru como Ichitarō Sakura
- Tomohiro Nishimura como Junpei Higashio
- Kaneto Shiozawa como Masato
- Chiharu Suzuka como Haruna
- Michie Tomizawa como Misaki Sakasegawa
- Hinako Yoshino como Maekawa

## Volumes
| N.º | Data de lançamento | ISBN           |
| --- | ------------------ | -------------- |
| 1   | 1993               | 978-4882711926 |
| 2   | 1995               | 978-4882713210 |